# Тетрил
Тетрилът (C7H5N5O8) е взривно химично съединение, получено от Михлер през 1877 г.
Получава се при нитриране на N,N-диметиланилин със смес от концентрирана азотна киселина (HNO3) и сярна киселина (H2SO4).
Чистият тетрил е ситен бял прах, но примесите му придават светложълт цвят. Плътността на кристалите му е 1780 кг/м3. При обикновени условия е химически устойчив. Не взаимодейства с металите и не се разтваря във вода.